# Grand Prix Chin 2011
Grand Prix Chin 2011 – trzecia runda Mistrzostw Świata Formuły 1 w sezonie 2011.

## Lista startowa
Na niebieskim tle kierowcy biorący udział jedynie w piątkowych treningach
| Nr | Kierowca           | Zespół                       | Samochód            | Silnik               | Opony |
| -- | ------------------ | ---------------------------- | ------------------- | -------------------- | ----- |
| 1  | Sebastian Vettel   | Red Bull Racing              | Red Bull RB7        | Renault RS27-2011    | P     |
| 2  | Mark Webber        | Red Bull Racing              | Red Bull RB7        | Renault RS27-2011    | P     |
| 3  | Lewis Hamilton     | Vodafone McLaren Mercedes    | McLaren MP4-26      | Mercedes-Benz FO108Y | P     |
| 4  | Jenson Button      | Vodafone McLaren Mercedes    | McLaren MP4-26      | Mercedes-Benz FO108Y | P     |
| 5  | Fernando Alonso    | Scuderia Marlboro Ferrari    | Ferrari 150° Italia | Ferrari 056          | P     |
| 6  | Felipe Massa       | Scuderia Marlboro Ferrari    | Ferrari 150° Italia | Ferrari 056          | P     |
| 7  | Michael Schumacher | Mercedes GP Petronas F1 Team | Mercedes MGP W02    | Mercedes-Benz FO108Y | P     |
| 8  | Nico Rosberg       | Mercedes GP Petronas F1 Team | Mercedes MGP W02    | Mercedes-Benz FO108Y | P     |
| 9  | Nick Heidfeld      | Lotus Renault GP Team        | Renault R31         | Renault RS27-2011    | P     |
| 10 | Witalij Pietrow    | Lotus Renault GP Team        | Renault R31         | Renault RS27-2011    | P     |
| 11 | Rubens Barrichello | AT&T WilliamsF1 Team         | Williams FW33       | Cosworth CA2011      | P     |
| 12 | Pastor Maldonado   | AT&T WilliamsF1 Team         | Williams FW33       | Cosworth CA2011      | P     |
| 14 | Adrian Sutil       | Force India Formula One Team | Force India VJM04   | Mercedes-Benz FO108Y | P     |
| 14 | Nico Hülkenberg    | Force India Formula One Team | Force India VJM04   | Mercedes-Benz FO108Y | P     |
| 15 | Paul di Resta      | Force India Formula One Team | Force India VJM04   | Mercedes-Benz FO108Y | P     |
| 16 | Kamui Kobayashi    | Sauber F1 Team               | Sauber C30          | Ferrari 056          | P     |
| 17 | Sergio Pérez       | Sauber F1 Team               | Sauber C30          | Ferrari 056          | P     |
| 18 | Sébastien Buemi    | Scuderia Toro Rosso          | Toro Rosso STR6     | Ferrari 056          | P     |
| 19 | Daniel Ricciardo   | Scuderia Toro Rosso          | Toro Rosso STR6     | Ferrari 056          | P     |
| 19 | Jaime Alguersuari  | Scuderia Toro Rosso          | Toro Rosso STR6     | Ferrari 056          | P     |
| 20 | Heikki Kovalainen  | Team Lotus                   | Lotus T128          | Renault RS27-2011    | P     |
| 21 | Luiz Razia         | Team Lotus                   | Lotus T128          | Renault RS27-2011    | P     |
| 21 | Jarno Trulli       | Team Lotus                   | Lotus T128          | Renault RS27-2011    | P     |
| 22 | Narain Karthikeyan | HRT F1 Team                  | Hispania F111       | Cosworth CA2011      | P     |
| 23 | Vitantonio Liuzzi  | HRT F1 Team                  | Hispania F111       | Cosworth CA2011      | P     |
| 24 | Timo Glock         | Marussia Virgin Racing       | Virgin MVR-02       | Cosworth CA2011      | P     |
| 25 | Jérôme d’Ambrosio  | Marussia Virgin Racing       | Virgin MVR-02       | Cosworth CA2011      | P     |
| Nr | Kierowca           | Zespół                       | Samochód            | Silnik               | Opony |

## Wyniki

### Sesje treningowe
| Sesja | Nr | Kierowca         | Konstruktor | Czas     | Okr. |
| ----- | -- | ---------------- | ----------- | -------- | ---- |
| 1     | 1  | Sebastian Vettel | RBR-Renault | 1:38,739 | 23   |
| 2     | 1  | Sebastian Vettel | RBR-Renault | 1:37,688 | 34   |
| 3     | 1  | Sebastian Vettel | RBR-Renault | 1:34,968 | 13   |

### Kwalifikacje
Źródło: Wyprzedź Mnie!
| Poz. | Nr | Kierowca           | Konstruktor          | Q1       | Q2       | Q3       | Poz. s. |
| --- | --- | ------------------ | -------------------- | -------- | -------- | -------- | ------- |
| 1 | 1 | Sebastian Vettel   | Red Bull-Renault     | 1:35,674 | 1:34,776 | 1:33,706 | 1       |
| 4 | 4 | Jenson Button      | McLaren-Mercedes     | 1:35,924 | 1:34,662 | 1:34,421 | 2       |
| 3 | 3 | Lewis Hamilton     | McLaren-Mercedes     | 1:36,091 | 1:34,486 | 1:34,463 | 3       |
| 4 | 8 | Nico Rosberg       | Mercedes             | 1:35,272 | 1:35,850 | 1:34,670 | 4       |
| 5 | 5 | Fernando Alonso    | Ferrari              | 1:35,389 | 1:35,165 | 1:35,119 | 5       |
| 6 | 6 | Felipe Massa       | Ferrari              | 1:35,478 | 1:35,437 | 1:35,145 | 6       |
| 7 | 19 | Jaime Alguersuari  | Toro Rosso-Ferrari   | 1:36,133 | 1:35,563 | 1:36,158 | 7       |
| 8 | 15 | Paul di Resta      | Force India-Mercedes | 1:36,046 | 1:35,858 | 1:36,190 | 8       |
| 9 | 18 | Sébastien Buemi    | Toro Rosso-Ferrari   | 1:36,110 | 1:35,500 | 1:36,203 | 9       |
| 10 | 10 | Witalij Pietrow    | Renault              | 1:35,370 | 1:35,149 | –        | 10      |
| 11 | 14 | Adrian Sutil       | Force India-Mercedes | 1:36,092 | 1:35,874 | –        | 11      |
| 12 | 17 | Sergio Pérez       | Sauber-Ferrari       | 1:36,046 | 1:36,053 | –        | 12      |
| 13 | 16 | Kamui Kobayashi    | Sauber-Ferrari       | 1:36,147 | 1:36,236 | –        | 13      |
| 14 | 7 | Michael Schumacher | Mercedes             | 1:35,508 | 1:36,457 | –        | 14      |
| 15 | 11 | Rubens Barrichello | Williams-Cosworth    | 1:38,163 | 1:36,465 | –        | 15      |
| 16 | 9 | Nick Heidfeld      | Renault              | 1:35,910 | 1:36,611 | –        | 16      |
| 17 | 12 | Pastor Maldonado   | Williams-Cosworth    | 1:36,121 | 1:36,956 | –        | 17      |
| 18 | 2 | Mark Webber        | Red Bull-Renault     | 1:36,468 | –        | –        | 18      |
| 19 | 20 | Heikki Kovalainen  | Lotus-Renault        | 1:37,894 | –        | –        | 19      |
| 20 | 21 | Jarno Trulli       | Lotus-Renault        | 1:38,318 | –        | –        | 20      |
| 21 | 25 | Jérôme d’Ambrosio  | Virgin-Cosworth      | 1:39,119 | –        | –        | 21      |
| 22 | 24 | Timo Glock         | Virgin-Cosworth      | 1:39,708 | –        | –        | 22      |
| 23 | 23 | Vitantonio Liuzzi  | HRT-Cosworth         | 1:40,212 | –        | –        | 23      |
| 24 | 22 | Narain Karthikeyan | HRT-Cosworth         | 1:40,445 | –        | –        | 24      |
| Poz. | Nr | Kierowca           | Konstruktor          | Q1       | Q2       | Q3       | Poz. s. |
| \| Legenda \| Legenda \| \| ------------------------ \| ---------------------------------------------------------------------------------------------------------------------------------------------------------------------------------------------------------------------------------------------------------------- \| \| Poz. Nr Q1 Q2 Q3 Poz. s. \| Pozycja zajęta w sesji kwalifikacyjnej Numer startowy kierowcy Wynik uzyskany w pierwszej części kwalifikacji Wynik uzyskany w drugiej części kwalifikacji Wynik uzyskany w trzeciej części kwalifikacji Pozycja startowa po uwzględnięniu kar, przesunięć, itp. \| | |                    |                      |          |          |          |         |
| Legenda | |                    |                      |          |          |          |         |
| Poz. Nr Q1 Q2 Q3 Poz. s. | Pozycja zajęta w sesji kwalifikacyjnej Numer startowy kierowcy Wynik uzyskany w pierwszej części kwalifikacji Wynik uzyskany w drugiej części kwalifikacji Wynik uzyskany w trzeciej części kwalifikacji Pozycja startowa po uwzględnięniu kar, przesunięć, itp. |                    |                      |          |          |          |         |

### Wyścig
Źródło: Wyprzedź Mnie!
| P                 | + / –     | Nr | Kierowca           | Konstruktor          | Okr. | Czas / Strata    | Komentarz         |
| ----------------- | --------- | -- | ------------------ | -------------------- | ---- | ---------------- | ----------------- |
| 1                 | 2         | 3  | Lewis Hamilton     | McLaren-Mercedes     | 56   | 1h36m58,226      |                   |
| 2                 | 1         | 1  | Sebastian Vettel   | Red Bull-Renault     | 56   | +0:05,198        |                   |
| 3                 | 15        | 2  | Mark Webber        | Red Bull-Renault     | 56   | +0:07,555        |                   |
| 4                 | 2         | 4  | Jenson Button      | McLaren-Mercedes     | 56   | +0:10,000        |                   |
| 5                 | 1         | 8  | Nico Rosberg       | Mercedes             | 56   | +0:13,448        |                   |
| 6                 | Bez zmian | 6  | Felipe Massa       | Ferrari              | 56   | +0:15,840        |                   |
| 7                 | 2         | 5  | Fernando Alonso    | Ferrari              | 56   | +0:30,622        |                   |
| 8                 | 6         | 7  | Michael Schumacher | Mercedes             | 56   | +0:31,206        |                   |
| 9                 | 1         | 10 | Witalij Pietrow    | Renault              | 56   | +0:57,404        |                   |
| 10                | 3         | 16 | Kamui Kobayashi    | Sauber-Ferrari       | 56   | +1:03,273        |                   |
| 11                | 3         | 15 | Paul di Resta      | Force India-Mercedes | 56   | +1:08,757        |                   |
| 12                | 4         | 9  | Nick Heidfeld      | Renault              | 56   | +1:12,739        |                   |
| 13                | 2         | 11 | Rubens Barrichello | Williams-Cosworth    | 56   | +1:30,189        |                   |
| 14                | 5         | 18 | Sébastien Buemi    | Toro Rosso-Ferrari   | 56   | +1:30,671        |                   |
| 15                | 4         | 14 | Adrian Sutil       | Force India-Mercedes | 55   | +1 okr.          |                   |
| 16                | 3         | 20 | Heikki Kovalainen  | Lotus-Renault        | 55   | +1 okr. (13,068) |                   |
| 17                | 5         | 17 | Sergio Pérez       | Sauber-Ferrari       | 55   | +1 okr. (03,410) | [ 5 ]             |
| 18                | 1         | 12 | Pastor Maldonado   | Williams-Cosworth    | 55   | +1 okr. (04,929) |                   |
| 19                | 1         | 21 | Jarno Trulli       | Lotus-Renault        | 55   | +1 okr. (13,811) |                   |
| 20                | 1         | 25 | Jérôme d’Ambrosio  | Virgin-Cosworth      | 54   | +2 okr.          |                   |
| 21                | 1         | 24 | Timo Glock         | Virgin-Cosworth      | 54   | +2 okr. (30,241) |                   |
| 22                | 1         | 23 | Vitantonio Liuzzi  | HRT-Cosworth         | 54   | +2 okr. (17,781) | [ 6 ]             |
| 23                | 1         | 22 | Narain Karthikeyan | HRT-Cosworth         | 54   | +2 okr. (01,172) |                   |
| Niesklasyfikowani |           |    |                    |                      |      |                  |                   |
|                   |           | 19 | Jaime Alguersuari  | Toro Rosso-Ferrari   | 9    |                  | niedokręcone koło |
| P                 | + / –     | Nr | Kierowca           | Konstruktor          | Okr. | Czas / Strata    | Komentarz         |

### Najszybsze okrążenie
Źródło: Wyprzedź Mnie!
| Nr | Kierowca    | Konstruktor      | Czas     | Okr. |
| -- | ----------- | ---------------- | -------- | ---- |
| 3  | Mark Webber | Red Bull-Renault | 1:38,993 | 42   |

## Prowadzenie w wyścigu
| Nr                              | Kierowca         | Okrążenia    | Suma |
| ------------------------------- | ---------------- | ------------ | ---- |
| 1                               | Sebastian Vettel | 24-30, 39-51 | 18   |
| 8                               | Nico Rosberg     | 16-24, 33-39 | 14   |
| 2                               | Jenson Button    | 1-13         | 13   |
| 1                               | Lewis Hamilton   | 13-14, 51-56 | 6    |
| 6                               | Felipe Massa     | 30-33        | 3    |
| 5                               | Fernando Alonso  | 14-16        | 2    |
| \| Wykres \| \| ------ \| \| \| |                  |              |      |
| Wykres                          |                  |              |      |
|                                 |                  |              |      |

## Klasyfikacja po wyścigu

### Kierowcy
| P  | +/− | Kierowca           | Starty | Punkty | P1 | P2 | P3 | PP | NO | NS |
| -- | --- | ------------------ | ------ | ------ | -- | -- | -- | -- | -- | -- |
| 1  | 0   | Sebastian Vettel   | 3      | 68     | 2  | 1  | –  | 3  | –  | –  |
| 2  | +1  | Lewis Hamilton     | 3      | 47     | 1  | 1  | –  | –  | –  | –  |
| 3  | −1  | Jenson Button      | 3      | 38     | –  | 1  | –  | –  | –  | –  |
| 4  | 0   | Mark Webber        | 3      | 37     | –  | –  | 1  | –  | 2  | –  |
| 5  | 0   | Fernando Alonso    | 3      | 26     | –  | –  | –  | –  | –  | –  |
| 6  | 0   | Felipe Massa       | 3      | 24     | –  | –  | –  | –  | 1  | –  |
| 7  | +1  | Witalij Pietrow    | 3      | 17     | –  | –  | 1  | –  | –  | –  |
| 8  | −1  | Nick Heidfeld      | 3      | 15     | –  | –  | 1  | –  | –  | –  |
| 9  | +6  | Nico Rosberg       | 3      | 10     | –  | –  | –  | –  | –  | 1  |
| 10 | −1  | Kamui Kobayashi    | 3      | 7      | –  | –  | –  | –  | –  | 1  |
| 11 | +1  | Michael Schumacher | 3      | 6      | –  | –  | –  | –  | –  | 1  |
| 12 | −2  | Sébastien Buemi    | 3      | 4      | –  | –  | –  | –  | –  | –  |
| 13 | −2  | Adrian Sutil       | 3      | 2      | –  | –  | –  | –  | –  | –  |
| 14 | −1  | Paul di Resta      | 3      | 2      | –  | –  | –  | –  | –  | –  |
| 15 | −1  | Jaime Alguersuari  | 3      | 0      | –  | –  | –  | –  | –  | 1  |
| 16 | 0   | Jarno Trulli       | 3      | 0      | –  | –  | –  | –  | –  | 1  |
| 17 | N   | Rubens Barrichello | 3      | 0      | –  | –  | –  | –  | –  | 2  |
| 18 | −1  | Jérôme d’Ambrosio  | 3      | 0      | –  | –  | –  | –  | –  | 1  |
| 19 | −1  | Heikki Kovalainen  | 3      | 0      | –  | –  | –  | –  | –  | 1  |
| 20 | −1  | Timo Glock         | 3      | 0      | –  | –  | –  | –  | –  | 1  |
| 21 | N   | Sergio Pérez       | 3      | 0      | –  | –  | –  | –  | –  | 2  |
| 22 | N   | Pastor Maldonado   | 3      | 0      | –  | –  | –  | –  | –  | 2  |
| 23 | N   | Vitantonio Liuzzi  | 2      | 0      | –  | –  | –  | –  | –  | 1  |
| 24 | N   | Narain Karthikeyan | 2      | 0      | –  | –  | –  | –  | –  | 1  |
| P  | +/− | Kierowca           | Starty | Punkty | P1 | P2 | P3 | PP | NO | NS |

### Konstruktorzy
| P  | +/− | Konstruktor          | Starty | Punkty | P1 | P2 | P3 | PP | NO | NS |
| -- | --- | -------------------- | ------ | ------ | -- | -- | -- | -- | -- | -- |
| 1  | 0   | Red Bull-Renault     | 6      | 105    | 2  | 1  | 1  | 3  | 2  | –  |
| 2  | 0   | McLaren-Mercedes     | 6      | 85     | 1  | 2  | –  | –  | –  | –  |
| 3  | 0   | Ferrari              | 6      | 50     | –  | –  | –  | –  | 1  | –  |
| 4  | 0   | Renault              | 6      | 32     | –  | –  | 2  | –  | –  | –  |
| 5  | +3  | Mercedes             | 6      | 16     | –  | –  | –  | –  | –  | 2  |
| 6  | −1  | Sauber-Ferrari       | 6      | 7      | –  | –  | –  | –  | –  | 2  |
| 7  | −1  | Toro Rosso-Ferrari   | 6      | 4      | –  | –  | –  | –  | –  | 1  |
| 8  | −1  | Force India-Mercedes | 6      | 4      | –  | –  | –  | –  | –  | –  |
| 9  | 0   | Lotus-Renault        | 6      | 0      | –  | –  | –  | –  | –  | 2  |
| 10 | N   | Williams-Cosworth    | 6      | 0      | –  | –  | –  | –  | –  | 4  |
| 11 | −1  | Virgin-Cosworth      | 6      | 0      | –  | –  | –  | –  | –  | 2  |
| 12 | N   | HRT-Cosworth         | 4      | 0      | –  | –  | –  | –  | –  | 2  |
| P  | +/− | Konstruktor          | Starty | Punkty | P1 | P2 | P3 | PP | NO | NS |